# Sudesčuálmáásuálui (ö, lat 68,95, long 27,20)
Sudesčuálmáásuálui är en ö i Finland. Den ligger sjön Enare träsk och  i kommunen Enare  i den ekonomiska regionen Norra Lappland och landskapet Lappland, i den norra delen av landet, 1 000 km norr om huvudstaden Helsingfors. Öns area är 3,5 hektar och dess största längd är 320 meter i sydväst-nordöstlig riktning.